# Liste des circonscriptions parlementaires de West Glamorgan
Le Comté préservé de West Glamorgan
est divisé en 5 circonscriptions parlementaires : 2 borough et 3 County constituencies.

## Westminster frontières
| Circonscription                                                              | Frontières actuelles                                |
| ---------------------------------------------------------------------------- | --------------------------------------------------- |
| 1. Aberavon CC 2. Gower CC 3. Neath CC 4. Swansea East BC 5. Swansea West BC | circonscriptions parlementaires dans West Glamorgan |

Les limites actuelles sont utilisées depuis l'élection de l'Assemblée galloise de 2007 et l'Élections générales de 2010. Le seul changement par rapport au plan précédent était un minutieux alignement de la limite entre Gower et Neath trop petit pour être affiché sur la carte.

## Changement propose en 2016
En tant que membre de Sixth Periodic Review of Westminster constituencies, la Commission de délimitation pour le pays de Galles a proposé des changements à presque toutes les circonscriptions actuelles de Welsh Westminster, en donnant à certaines d'entre elles des noms en langue galloise.
- Cynon Valley and Pontypridd
- Rhondda and Llantrisant
- Cardiff West
- Cardiff North
- Cardiff South and East
- Vale of Glamorgan East
- Bridgend and Vale of Glamorgan West
- Ogmore and Port Talbot
- Neath and Aberavon
- Swansea East
- Gower and Swansea West

## Représentation historique par parti
Lorsqu'une cellule est marquée → (Avec un fond de couleur différent de la cellule précédente) Il indique que la précédente MP a continué de s'asseoir sous un nouveau nom de parti.

### 1885 à 1918
| Circonscription              | 1885     | 1886     | 87       | 88       | 1892     | 93       | 1895         | 1900         | 04           | 1906     | 09       | Jan 1910   | 10         | Dec 1910        | 15         |
| ---------------------------- | -------- | -------- | -------- | -------- | -------- | -------- | ------------ | ------------ | ------------ | -------- | -------- | ---------- | ---------- | --------------- | ---------- |
| Cardiff District of Boroughs | Reed     | Reed     | Reed     | Reed     | Reed     | Reed     | Maclean      | Reed         | →            | Guest    | Guest    | Thomas     | Thomas     | Crichton-Stuart | Cory       |
| Glamorganshire, East         | Thomas   | Thomas   | Thomas   | Thomas   | Thomas   | Thomas   | Thomas       | Thomas       | Thomas       | Thomas   | Thomas   | Thomas     | Thomas     | Edwards         | Edwards    |
| Glamorganshire, Mid          | Talbot   | Talbot   | Talbot   | Talbot   | Evans    | Evans    | Evans        | Evans        | Evans        | Evans    | Evans    | Evans      | Gibbins    | Edwards         | Edwards    |
| Glamorganshire, South        | Williams | Williams | Williams | Williams | Williams | Williams | Wyndham-Quin | Wyndham-Quin | Wyndham-Quin | Brace    | →        | →          | →          | →               | →          |
| Gower                        | Yeo      | Yeo      | Yeo      | Randell  | Randell  | Randell  | Randell      | Thomas       | Thomas       | Williams | Williams | →          | →          | →               | →          |
| Merthyr Tydfil (two MPs)     | Richard  | Richard  | Richard  | Thomas   | Thomas   | Thomas   | Thomas       | Thomas       | Thomas       | Thomas   | Thomas   | Rees Jones | Rees Jones | Rees Jones      | Rees Jones |
| Merthyr Tydfil (two MPs)     | James    | James    | James    | Morgan   | Morgan   | Morgan   | Morgan       | Hardie       | Hardie       | Hardie   | Hardie   | Hardie     | Hardie     | Hardie          | Stanton    |
| Rhondda                      | Abraham  | Abraham  | Abraham  | Abraham  | Abraham  | Abraham  | Abraham      | Abraham      | Abraham      | Abraham  | Abraham  | Abraham    | Abraham    | Abraham         | Abraham    |
| Swansea District             | Vivian   | →        | →        | →        | →        | Williams | Jones        | Jones        | Jones        | Jones    | Jones    | Jones      | Jones      | Jones           | Williams   |
| Swansea Town                 | Dillwyn  | Dillwyn  | Dillwyn  | Dillwyn  | Burnie   | Burnie   | Llewellyn    | Newnes       | Newnes       | Newnes   | Newnes   | Mond       | Mond       | Mond            | Mond       |

### 1918 à 1950
| Circonscription    | 1918         | 19           | 20           | 21           | 1922         | 22           | 1923         | 1924          | 1929         | 31           | 1931          | 33            | 34            | 1935          | 38            | 39            | 40            | 42         | 45         | 1945          | 46            | 1950       | 1951       | 54         | 1955       | 1959      | 63        | 1964      | 1966      | 67        | 68        | 1970      | 72        |
| ------------------ | ------------ | ------------ | ------------ | ------------ | ------------ | ------------ | ------------ | ------------- | ------------ | ------------ | ------------- | ------------- | ------------- | ------------- | ------------- | ------------- | ------------- | ---------- | ---------- | ------------- | ------------- | ---------- | ---------- | ---------- | ---------- | --------- | --------- | --------- | --------- | --------- | --------- | --------- | --------- |
| Aberavon           | Edwards      | Edwards      | Edwards      | Edwards      | MacDonald    | MacDonald    | MacDonald    | MacDonald     | Cove         | Cove         | Cove          | Cove          | Cove          | Cove          | Cove          | Cove          | Cove          | Cove       | Cove       | Cove          | Cove          | Cove       | Cove       | Cove       | Cove       | Morris    | Morris    | Morris    | Morris    | Morris    | Morris    | Morris    | Morris    |
| Aberdare           | Stanton      | Stanton      | Stanton      | Stanton      | Hall         | Hall         | Hall         | Hall          | Hall         | Hall         | Hall          | Hall          | Hall          | Hall          | Hall          | Hall          | Hall          | Hall       | Hall       | Hall          | Thomas        | Thomas     | Thomas     | Probert    | Probert    | Probert   | Probert   | Probert   | Probert   | Probert   | Probert   | Probert   | Probert   |
| (Llandaff &) Barry | Cope         | Cope         | Cope         | Cope         | Cope         | Cope         | Cope         | Cope          | Lloyd        | Lloyd        | Munro         | Munro         | Munro         | Munro         | Munro         | Munro         | Munro         | Lakin      | Lakin      | Ungoed-Thomas | Ungoed-Thomas | Rees       | Gower      | Gower      | Gower      | Gower     | Gower     | Gower     | Gower     | Gower     | Gower     | Gower     | Gower     |
| Caerphilly         | Onions       | Onions       | Onions       | Jones        | Jones        | Jones        | Jones        | Jones         | Jones        | Jones        | Jones         | Jones         | Jones         | Jones         | Jones         | Edwards       | Edwards       | Edwards    | Edwards    | Edwards       | Edwards       | Edwards    | Edwards    | Edwards    | Edwards    | Edwards   | Edwards   | Edwards   | Edwards   | Edwards   | Evans     | Evans     | Evans     |
| Cardiff C / W      | Gould        | Gould        | Gould        | Gould        | Gould        | Gould        | Gould        | Lougher       | Bennett      | Bennett      | →             | →             | →             | →             | →             | →             | →             | →          | →          | Thomas        | Thomas        | Thomas     | Thomas     | Thomas     | Thomas     | Thomas    | Thomas    | Thomas    | Thomas    | Thomas    | Thomas    | Thomas    | Thomas    |
| Cardiff E / N      | Seager       | Seager       | Seager       | Seager       | Lougher      | Lougher      | Webb         | Kinloch-Cooke | Edmunds      | Edmunds      | Temple-Morris | Temple-Morris | Temple-Morris | Temple-Morris | Temple-Morris | Temple-Morris | Temple-Morris | Grigg      | Grigg      | Marquand      | Marquand      | Llewellyn  | Llewellyn  | Llewellyn  | Llewellyn  | Box       | Box       | Box       | Rowlands  | Rowlands  | Rowlands  | Roberts   | Roberts   |
| Cardiff S / SE     | Cory         | Cory         | Cory         | Cory         | Cory         | Cory         | Henderson    | Evans         | Henderson    | Henderson    | Evans         | Evans         | Evans         | Evans         | Evans         | Evans         | Evans         | Evans      | Evans      | Callaghan     | Callaghan     | Callaghan  | Callaghan  | Callaghan  | Callaghan  | Callaghan | Callaghan | Callaghan | Callaghan | Callaghan | Callaghan | Callaghan | Callaghan |
| Gower              | Williams     | Williams     | Williams     | Williams     | Grenfell     | Grenfell     | Grenfell     | Grenfell      | Grenfell     | Grenfell     | Grenfell      | Grenfell      | Grenfell      | Grenfell      | Grenfell      | Grenfell      | Grenfell      | Grenfell   | Grenfell   | Grenfell      | Grenfell      | Grenfell   | Grenfell   | Grenfell   | Grenfell   | Davies    | Davies    | Davies    | Davies    | Davies    | Davies    | Davies    | Davies    |
| Merthyr (Tydfil)   | Rees Jones   | Rees Jones   | Rees Jones   | Rees Jones   | Wallhead     | Wallhead     | Wallhead     | Wallhead      | Wallhead     | Wallhead     | →             | →             | Davies        | Davies        | Davies        | Davies        | Davies        | Davies     | Davies     | Davies        | Davies        | Davies     | Davies     | Davies     | Davies     | Davies    | Davies    | Davies    | Davies    | Davies    | Davies    | →         | Rowlands  |
| Neath              | Edwards      | Edwards      | Edwards      | Edwards      | Jenkins      | Jenkins      | Jenkins      | Jenkins       | Jenkins      | Jenkins      | Jenkins       | Jenkins       | Jenkins       | Jenkins       | Jenkins       | Jenkins       | Jenkins       | Jenkins    | Williams   | Williams      | Williams      | Williams   | Williams   | Williams   | Williams   | Williams  | Williams  | Coleman   | Coleman   | Coleman   | Coleman   | Coleman   | Coleman   |
| Ogmore             | Hartshorn    | Hartshorn    | Hartshorn    | Hartshorn    | Hartshorn    | Hartshorn    | Hartshorn    | Hartshorn     | Hartshorn    | Williams     | Williams      | Williams      | Williams      | Williams      | Williams      | Williams      | Williams      | Williams   | Williams   | Williams      | Evans         | Padley     | Padley     | Padley     | Padley     | Padley    | Padley    | Padley    | Padley    | Padley    | Padley    | Padley    | Padley    |
| Pontypridd         | Lewis        | Lewis        | Lewis        | Lewis        | Lewis        | Jones        | Jones        | Jones         | Jones        | Davies       | Davies        | Davies        | Davies        | Davies        | Pearson       | Pearson       | Pearson       | Pearson    | Pearson    | Pearson       | Pearson       | Pearson    | Pearson    | Pearson    | Pearson    | Pearson   | Pearson   | Pearson   | Pearson   | Pearson   | Pearson   | John      | John      |
| Rhondda East       | Watts-Morgan | Watts-Morgan | Watts-Morgan | Watts-Morgan | Watts-Morgan | Watts-Morgan | Watts-Morgan | Watts-Morgan  | Watts-Morgan | Watts-Morgan | Watts-Morgan  | Mainwaring    | Mainwaring    | Mainwaring    | Mainwaring    | Mainwaring    | Mainwaring    | Mainwaring | Mainwaring | Mainwaring    | Mainwaring    | Mainwaring | Mainwaring | Mainwaring | Mainwaring | Davies    | Davies    | Davies    | Davies    | Davies    | Davies    | Davies    | Davies    |
| Rhondda West       | Abraham      | Abraham      | John         | John         | John         | John         | John         | John          | John         | John         | John          | John          | John          | John          | John          | John          | John          | John       | John       | John          | John          | Thomas     | Thomas     | Thomas     | Thomas     | Thomas    | Thomas    | Thomas    | Thomas    | Jones     | Jones     | Jones     | Jones     |
| Swansea East       | Williams     | Matthews     | Matthews     | Matthews     | Williams     | Williams     | Williams     | Williams      | Williams     | Williams     | Williams      | Williams      | Williams      | Williams      | Williams      | Williams      | Mort          | Mort       | Mort       | Mort          | Mort          | Mort       | Mort       | Mort       | Mort       | Mort      | McBride   | McBride   | McBride   | McBride   | McBride   | McBride   | McBride   |
| Swansea West       | Mond         | Mond         | Mond         | Mond         | Mond         | Mond         | Samuel       | Runciman      | Samuel       | Samuel       | Jones         | Jones         | Jones         | Jones         | Jones         | Jones         | Jones         | Jones      | Jones      | Morris        | Morris        | Morris     | Morris     | Morris     | Morris     | Rees      | Rees      | Williams  | Williams  | Williams  | Williams  | Williams  | Williams  |

### 1974 à 1983
| Circonscription    | Fev 1974  | Oct 1974  | 76        | 1979      | 81        | 82        |         |
| ------------------ | --------- | --------- | --------- | --------- | --------- | --------- | ------- |
| Aberavon           | Morris    | Morris    | Morris    | Morris    | Morris    | Morris    |         |
| Aberdare           | Evans     | Evans     | Evans     | Evans     | Evans     | Evans     |         |
| Barry              | Gower     | Gower     | Gower     | Gower     | Gower     | Gower     |         |
| Caerphilly         | Evans     | Evans     | Evans     | Davies    | →         | →         | → Gwent |
| Cardiff North      | Grist     | Grist     | Grist     | Grist     | Grist     | Grist     |         |
| Cardiff North West | Roberts   | Roberts   | Roberts   | Roberts   | Roberts   | Roberts   |         |
| Cardiff South East | Callaghan | Callaghan | Callaghan | Callaghan | Callaghan | Callaghan |         |
| Cardiff West       | Thomas    | Thomas    | →         | →         | →         | →         |         |
| Gower              | Davies    | Davies    | Davies    | Davies    | Davies    | Wardell   |         |
| Merthyr Tydfil     | Rowlands  | Rowlands  | Rowlands  | Rowlands  | Rowlands  | Rowlands  |         |
| Neath              | Coleman   | Coleman   | Coleman   | Coleman   | Coleman   | Coleman   |         |
| Ogmore             | Padley    | Padley    | Padley    | Powell    | Powell    | Powell    |         |
| Pontypridd         | John      | John      | John      | John      | John      | John      |         |
| Rhondda            | Jones     | Jones     | Jones     | Jones     | Jones     | Jones     |         |
| Swansea East       | McBride   | Anderson  | Anderson  | Anderson  | Anderson  | Anderson  |         |
| Swansea West       | Williams  | Williams  | Williams  | Williams  | Williams  | Williams  |         |

### 1983-aujourd’hui
| Circonscription              | 1983          | 84            | 1987      | 89        | 91        | 1992       | 1997       | 2001       | 02             | 2005           | 2010           | 12             | 2015           | 16       |
| ---------------------------- | ------------- | ------------- | --------- | --------- | --------- | ---------- | ---------- | ---------- | -------------- | -------------- | -------------- | -------------- | -------------- | -------- |
| Aberavon                     | Morris        | Morris        | Morris    | Morris    | Morris    | Morris     | Morris     | Francis    | Francis        | Francis        | Francis        | Francis        | Kinnock        | Kinnock  |
| Bridgend                     | Hubbard-Miles | Hubbard-Miles | Griffiths | Griffiths | Griffiths | Griffiths  | Griffiths  | Griffiths  | Griffiths      | Moon           | Moon           | Moon           | Moon           | Moon     |
| Cardiff Central              | Grist         | Grist         | Grist     | Grist     | Grist     | Owen Jones | Owen Jones | Owen Jones | Owen Jones     | Willott        | Willott        | Willott        | Stevens        | Stevens  |
| Cardiff North                | Jones         | Jones         | Jones     | Jones     | Jones     | Jones      | Morgan     | Morgan     | Morgan         | Morgan         | Evans          | Evans          | Williams       | Williams |
| Cardiff South and Penarth    | Callaghan     | Callaghan     | Michael   | Michael   | Michael   | Michael    | Michael    | Michael    | Michael        | Michael        | Michael        | Doughty        | Doughty        | Doughty  |
| Cardiff West                 | Terlezki      | Terlezki      | Morgan    | Morgan    | Morgan    | Morgan     | Morgan     | Brennan    | Brennan        | Brennan        | Brennan        | Brennan        | Brennan        | Brennan  |
| Cynon Valley                 | Evans         | Clwyd         | Clwyd     | Clwyd     | Clwyd     | Clwyd      | Clwyd      | Clwyd      | Clwyd          | Clwyd          | Clwyd          | Clwyd          | Clwyd          | Clwyd    |
| Gower                        | Wardell       | Wardell       | Wardell   | Wardell   | Wardell   | Wardell    | Caton      | Caton      | Caton          | Caton          | Caton          | Caton          | Davies         | Davies   |
| Merthyr Tydfil and Rhymney 1 | Rowlands      | Rowlands      | Rowlands  | Rowlands  | Rowlands  | Rowlands   | Rowlands   | Havard     | Havard         | Havard         | Havard         | Havard         | Jones          | Jones    |
| Neath                        | Coleman       | Coleman       | Coleman   | Coleman   | Hain      | Hain       | Hain       | Hain       | Hain           | Hain           | Hain           | Hain           | Rees           | Rees     |
| Ogmore                       | Powell        | Powell        | Powell    | Powell    | Powell    | Powell     | Powell     | Powell     | Irranca-Davies | Irranca-Davies | Irranca-Davies | Irranca-Davies | Irranca-Davies | Elmore   |
| Pontypridd                   | John          | John          | John      | Howells   | Howells   | Howells    | Howells    | Howells    | Howells        | Howells        | Smith          | Smith          | Smith          | Smith    |
| Rhondda                      | Rogers        | Rogers        | Rogers    | Rogers    | Rogers    | Rogers     | Rogers     | Bryant     | Bryant         | Bryant         | Bryant         | Bryant         | Bryant         | Bryant   |
| Swansea East                 | Anderson      | Anderson      | Anderson  | Anderson  | Anderson  | Anderson   | Anderson   | Anderson   | Anderson       | James          | James          | James          | Harris         | Harris   |
| Swansea West                 | Williams      | Williams      | Williams  | Williams  | Williams  | Williams   | Williams   | Williams   | Williams       | Williams       | Davies         | Davies         | Davies         | Davies   |
| Vale of Glamorgan            | Gower         | Smith         | Smith     | Sweeney   | Smith     | Smith      | Smith      | Smith      | Cairns         | Cairns         | Cairns         | Cairns         |                |          |

1en partie dans le comté préserve de Gwent 1997-